# Nanomir
Nanomir (cyr. Наномир) – wieś w Serbii, w okręgu kolubarskim, w gminie Mionica. W 2011 roku liczyła 292 mieszkańców.